# Bükk (vino)
Bükk (en húngaro Bükki borvidék) es una región vinícola de Hungría situada en el nordeste del país. Está reconocida oficialmente como una de las 22 regiones vinícolas productoras de vino vcprd del país, y como tal es utilizada como denominación de origen. 
La superficie de viñedos ocupa una extensión de unas 1.500 ha.

## Variedades
- Recomendadas: Chardonnay, Cserszegi fûszeres, Leányka, Olasz rizling, Cabernet sauvignon, Cabernet franc, Kékfrankos, Merlot, Zweigelt.
- Complementarias: Ottonel muskotály, Pinot blanc, Rizlingszilváni, Sauvignon, Tramini, Zengõ, Zenit, Zöld veltelini, Kékoportó, Medina, Blauburger, Pinot noir.